# Waterworld – Vízivilág
A Waterworld – Vízivilág (eredeti cím: Waterworld) 1995-ben bemutatott amerikai posztapokaliptikus sci-fi, melyet Kevin Reynolds rendezett. A főbb szerepekben Kevin Costner, Dennis Hopper, Jeanne Tripplehorn, Tina Majorino és Michael Jeter látható.

## Cselekmény
A film a távoli jövőben játszódik, ahol a jégsapkák megolvadtak, hatalmas tengerré változtatva a bolygót. Az egymással harcoló túlélők a legendás Szárazpartot keresik, melynek létezéséről senki sem tud biztosat. A történet főhőse a magányos Tengerész, (Kevin Costner), aki kopoltyúval, illetve lábujjai között úszóhártyákkal rendelkezik és egy csata után felvesz a hajójára egy Enola nevű kislányt (Tina Majorino) és annak nevelőnőjét, Helen-t (Jeanne Tripplehorn). Együtt kénytelenek menekülni az őket üldöző kalózok elől, akik a kislányt, valamint annak hátán található különös tetoválást követik: a tetoválás ugyanis a Szárazparthoz vezető út térképe.

## Szereplők
| Szerep    | Színész            | Magyar hang 1#  | Magyar hang 2#     |
| --------- | ------------------ | --------------- | ------------------ |
| Tengerész | Kevin Costner      | Szakácsi Sándor | Széles Tamás       |
| Káplán    | Dennis Hopper      | Szilágyi Tibor  | Szilágyi Tibor     |
| Helen     | Jeanne Tripplehorn | Balázs Ágnes    | Kisfalvi Krisztina |
| Enola     | Tina Majorino      | Molnár Ilona    | Károlyi Lili       |
| Gregor    | Michael Jeter      | Balázs Péter    | Szersén Gyula      |
| Kapuőr    | Rick Aviles        | Bata János      | N/A                |
| Csavargó  | Kim Coates         | Szerednyey Béla | Dolmány Attila     |
| Nord      | Gerard Murphy      | Reviczky Gábor  | Vass Gábor         |